# نيكولا روسو
نيكولا روسو (بالإيطالية: Nicola Russo)‏ (8 أكتوبر 1995 في سان مارينو - ) هو لاعب كرة قدم إيطالي في مركز الوسط. لعب مع نادي بارما ونادي سيينا وFidelis Andria 2018 ‏ ونادي تارانتو 1927 وإيه جي نوسرينا 1910 ‏ ونادي غوبيو.

## وصلات خارجية
- نيكولا روسو على موقع قاعدة بيانات كرة القدم.إي يو (الإنجليزية)
- نيكولا روسو على موقع Soccerway.com (الإنجليزية)